# Ангиокератома
Ангиокератома — дерматоз, характеризующийся единичными или множественными доброкачественными гиперкератотическими сосудистыми образованиями.

## Разновидности ангиокератом
Существует пять типов ангиокератом:
- ограниченная ангиокератома;
- ангиокератома Мибелли;
- ангиокератома мошонки (реже вульвы) — болезнь Фордайса;
- солитарная папулезная ангиокератома
- диффузная ангиокератома туловища — болезнь Фабри;

### Ограниченная ангиокератома
Ограниченная ангиокератома — это гиперкератотическое сосудистое образование, размером в диаметре от 2 до 5 мм и цветом, варьирующим от бордового до темно-синего. Обычно данный вид ангиокератомы расположен на коже бедра, голени или стопы. Может кровоточиться.

### Ангиокератома Мибелли
Ангиокератома Мибелли — наследственная форма ангиокератом. Первые симптомы проявляются у детей 10—15 лет. Чаще болеют девочки. Заболевание характеризуется небольшими красными сосудистыми образованиями на коже пальцев рук и ног. Размеры ангиокератом могут достичь 5 мм в диаметре.

### Болезнь Фордайса
Ангиокератома Фордайса — сосудистое образование, локализующееся на коже мошонки, больших половых губ, реже на половом члене, бедрах. Появление заболевания варьируется от 16 до 70 лет. Образования достигают в диаметре 1—4 мм, ярко-красного цвета.

### Солитарная папулезная ангиокератома
Солитарная папулезная ангиокератома — сосудистое образование, развивающееся обычно в возрасте, варьирующем от 10 до 40 лет. Размеры ангиокератомы могут достигать порядка 10 мм, бордового или темно-синевого цвета. Обычно локализуется на ногах, реже — на руках, голове и в области половых органов.

### Болезнь Фабри
Ангиокератомы — один из наиболее заметных признаков болезни Фабри — наследственного заболевания, характеризующегося нарушением обмена гликолипидов. Образования локализуются на туловище. Представляют собой красные или синевато-черные образования на коже размером 1-5 мм, не бледнеющие при надавливании; у детей — на ладонях, локтях, коленях, боках; с наступлением половой зрелости — в области гениталий, ягодиц; в старшем возрасте — на губах, в пупочной и приногтевой области.